# 德文能源中心
德文能源中心（英語：Devon Energy Center）是美國奧克拉荷馬市的一座摩天大樓，高257.4公尺、52層樓，2012年完工，是奧克拉荷馬州的第一高樓。由德文能源公司擁有。

## 外部連結
- 官方网站